# José Luandino Vieira
José Luandino Vieira (pseudonym för José Vierira Matéus da Graça), född 1935, är en angolansk författare.

## Biografi
Vieira föddes 1935 i Portugal som son till en skomakare, men ett år senare utvandrade hans föräldrar till Angola. Han växte upp i Luandas kåkstäder och började arbeta som femtonåring. Han sålde bildelar och reparerade lastbilar. Redan som tonåring skrev han sin första bok. Han gick med i motståndsrörelsen MPLA och avslöjade i en BBC-intervju en lista över portugisiska desertörer. För detta dömdes han till 14 års fängelse. Han satt fängslad i elva år, större delen i koncentrationslägret Tarrafal på Kap Verdeöarna. Under fängelsetiden skrev han fyra novellsamlingar och en roman.

## Författarskap
Vieira har stor betydelse för den moderna angolanska litteraturen. I hans böcker förekommer den speciella afro-portugisiska som kallas kimbundu och talas i Luandas kåkstäder. Han debuterade med en novellsamling 1957, och 1964 kom genombrottsboken, novellsamlingen Luuanda, men han satt fängslad när boken kom ut.
Av andra utgivna verk kan nämnas A vida verdadeira de Domingos Xavier (skriven 1961 men utgiven först 1974), Velhas Estórias (1976) och Macandumba (1978), som handlar om en av Luandas fattiga förstäder – de så kallade "musseques", som de kallas på angolansk portugisiska. Detta är också motivet i romanen Nosso Musseque som gavs ut 2003, men som skrevs medan Vieira var fängslad (1961-1962) av den hemliga portugisiska polisen PIDE under frihetskampen. 2006 kom romanen O livro dos rios, som är den första volymen i trilogin De rios velhos e guerrilheiros.
Vieira vann 2006 det prestigefulla Camões pris, som tilldelas författare som skriver på portugisiska, men vägrade ta emot det.

## Verk utgivna på svenska
- Domingos Xavier; Lucas Matesso: två berättelser från Luanda, 1976 (A vida verdadeira de Domingos Xavier 1974; O fato completo de Lucas Matesso 1975. Översatt via franska utgåvan, La vraie vie de Domingos Xavier suivi de Le complet de Mateus)
- Luuanda: tre berättelser, 1977 (Luuanda: estorias, 1964)
- Landet är vårt, broder: en bok om Angola, 1979, bilder: Sven Åsberg; text: José Luandino Vieira; inl., övers. och red: Elisabeth Hedborg